# Dezső Kázmér
Pusztarádóczi Dezső Kázmér, dr. (Nagykőrös, 1883. november 23. –   Nagykőrös, 1959. június 30.) magyar jogász, Nagykőrös polgármestere 1924 és 1944 között, Dezső Lóránt professzor (1914–2003) édesapja. Országosan elismert szerepe volt a város gazdasági és kulturális életének felvirágoztatásában.

## Életpályája
Az egykori Zala megyei Dezső családból származott.
Gimnáziumi tanulmányait a nagykőrösi Főgimnáziumban végezte, majd a kecskeméti jogakadémián tette le  sikeresen a  jogi és államtudományi szakvizsgát. Rövid ideig újságíró volt, majd 1907. novemberétől közigazgatási gyakornokként alkalmazták. Ő volt a városi rendőrkapitány 1908. április 15-től 1919. december 31-ig. Időközben a Tanácsköztársaság idején Pozsonyban, majd Bécsben tartózkodott. 
1920-ban tért vissza Nagykőrösre, ahol 1922. december 29-én helyettes főjegyzővé, majd 1923. június 23-án főjegyzővé választották. Miután Faragó József 1923. augusztus 17-én egészségügyi problémáira hivatkozva lemondott polgármesteri tisztségéről, 1924. május 3-án Dezső Kázmért választották meg polgármesternek.  1924. május 3-tól 1944. július 31-ig ő volt Nagykőrös város polgármestere. A város politikai alapállását az ő időszakában mindvégig a kormánypártiság jellemezte. A második világháború végén a nyilas megyei vezetővel, Endre László alispánnal végleg megromlott a kapcsolata. 

## Polgármesterként
Dezső Kázmér hivatalba lépése utáni első éveiben megtette a kezdő lépéseket a város gazdasági stabilizálása érdekében.  nagykőrös vagyoni helyzete 1927. végére rendezetté vált. Az 1928-tól megkezdett fejlődést nagyban segítette a 116 862 dolláros Egyesített Városi Kölcsön, amelynek összegét  célszerűen használták fel: tűzoltó laktanyát építettek, szabályozták a Kecskeméti utcát, javították az úthálózatot, kutakat fúrtak, vízvezetéket építettek.
Az Arany János Múzeumot – Városi Múzeum néven – 1928-ban alapította Nagykőrös város képviselő testülete Dezső Kázmér polgármester kezdeményezésére. A múzeumi gyűjtemény alapját képezte Dezső Kázmér magángyűjteménye, amelyet a leendő városi múzeum számára ajánlott fel.

## Levelek Arany Jánosék családi levelezéséből
1932-ben a Nyugat 20. számában Móricz Zsigmond közölte Arany János és családja néhány levelét, amelyek a Gubody-rokonság révén Dezső Kázmér nagykőrösi polgármester levelesládájában voltak. Móricz Zsigmond bevezetőjében utalt arra, hogy a polgármester másoltatta le betűhíven az egyéni helyesírással írott, addig kiadatlan leveleket.

## Emlékezete
- Nagykőrös Város Önkormányzata  89/2010 (V.27.) ÖT. sz. határozatával posztumusz „Pro Urbe Nagykőrös”  kitüntető címet adományozott néhai Dr. Dezső Kázmérnak.[7]
- Dezső Kázmér emlékét a Polgármesteri Hivatal (Szabadság tér 5.) falán domborműves emléktábla őrzi.